# Uniwersytet w Joensuu
Uniwersytet w Joensuu (fiń. Joensuun yliopisto) – dawny fiński uniwersytet publiczny w mieście Joensuu, założony w 1969 r. 
W 2009 r. został połączony z Uniwersytetem w Kuopio i od stycznia 2010 obie uczelnie funkcjonują jako Uniwersytet Wschodniej Finlandii.